# Томпсон, Мэй Питерсон
Мэй Эстер Питерсон Томпсон (англ. May Esther Peterson Thompson; 7 октября 1880 — 8 октября 1952) — американская оперная певица, солистка труппы «Метрополитен-опера».

## Биография
Родилась 7 октября 1880 года в Ошкоше, штат Висконсин под именем Мэй Эстер Питерсон. Была одной из девяти детей церковного методиста. Начала петь в 1884 году в церквях, а затем давала концерты вместе со своей сестрой, органисткой Кларой Питерсон. Обучалась в Музыкальной консерватории  исполнительского искусства Чикаго, и в 1917 году пришла в труппу «Метрополитен-опера». 29 ноября того же 1917 года состоялся дебют Мэй в качестве оперной певицы. Тогда она исполнила партии Микаэлы в «Кармен». Совершила поездку по Европе вместе с пианистом Фредериком Дилзелом и в частности выступила в театре «Опера-Комик», в Париже.
9 июня 1924 года вышла замуж за Эрнеста Отмера Томпсона. Свадьба состоялась в Бронксвилле, в Нью-Йорке. Потом они отправились в Амарилло, в штат Техас, на приём, устроенный в бальном зале отеля «Амарилло», который был построен и принадлежал самому Томпсону. После вступления в брак Мэй ушла из «Метрополитен-оперы», но тем не менее продолжала давать концертные туры. В 1932 году после того как её муж устроился в Железнодорожную комиссию Техаса, пара перебралась в Остин, штат Техас. 1 октября 1952 года у певицы в своём летнем доме, находившемся в Эстес-Парке, штат Колорадо, произошло внутримозговое кровоизлияние, после которого она впала в кому. Она была доставлена обратно в Остин, в госпиталь Seton Infirmary, где и скончалась 8 октября того же 1952 года, так и не придя в сознание. Похоронена на техасском кладбище, в Остине.